# Московська залізниця
Московська залізниця (рос. Московская железная дорога)  — залізничне підприємство, що управляє залізницями на більшій частині території Центральної Росії (Брянської, Калузької, Курської, Липецької, Московської, Орловської, Рязанської, Смоленської, Тульської областей, міста Москви, окремі діляниці — на території Республіки Мордовія, Владимирської і Пензенської областей).
Утворена в 1959 в результаті об'єднання шести залізниць: Московсько-Рязанської, Московсько-Курсько-Донбаської, Московсько-Окружної, Московсько-Київської, Калінінської і Північної, нині — філія РЖД.
Залізниця має 634 станції, експлуатаційна довжина — 8984 км. Чисельність працівників — 124 079 осіб (2005).
Залізниця здійснює приблизно чверть пасажирських перевезень і приблизно половину приміських перевезень країни. У зоні обслуговування Московської залізниці живе приблизно 27 відсотків населення Росії.

## Відділи МЗ
- Брянський регіон Московської залізниці
- Московсько-Курський регіон Московської залізниці
- Московсько-Рязанський регіон Московської залізниці
- Московсько-Смоленський регіон Московської залізниці
- Орловсько-Курський регіон Московської залізниці
- Смоленський регіон Московської залізниці
- Тульський регіон Московської залізниці